# Группа ядерных поставщиков

Зелёным цветом обозначены страны — члены ГЯП

Группа ядерных поставщиков (ГЯП) — международное объединение, в которое входят в настоящее время 48 государств. Цель объединения — ограничить риск распространения ядерного вооружения путём установления контроля за экспортом ключевых материалов, оборудования и технологий.
Группа создана в 1974 году как реакция на индийские ядерные испытания. Руководящие принципы ядерного экспорта были приняты в 1978 году.
В 2008 году для Индии были сделаны исключения, снимающие ограничения Группы ядерных поставщиков.

## Состав группы
Первоначально группа включала в себя семь стран: Канаду, ФРГ, Францию, Японию, СССР, Великобританию и США.
На 2019 год в составе группы 48 государств: 
- Аргентина
- Австралия
- Австрия
- Белоруссия
- Бельгия
- Болгария
- Бразилия
- Великобритания
- Венгрия
- Германия
- Греция
- Дания
- Ирландия
- Исландия
- Испания
- Италия
- Казахстан
- Канада
- Кипр
- Китай
- Латвия
- Литва
- Люксембург
- Мальта
- Мексика
- Нидерланды
- Новая Зеландия
- Норвегия
- Польша
- Португалия
- Россия
- Румыния
- Сербия
- Словакия
- Словения
- США
- Турция
- Украина
- Финляндия
- Франция
- Хорватия
- Чехия
- Швеция
- Швейцария
- Эстония
- ЮАР
- Южная Корея
- Япония

Постоянный наблюдатель: Европейская комиссия.